# Лінн Джонс
Лінн Мері Джонс (англ. Lynne Mary Jones; нар. 26 квітня 1951, Бірмінгем) — британська політична діячка, член Лейбористської партії, член Британського парламенту (1992—2010).

## Біографія
Лінн Джонс народилася 1951 року в Бірмінгемі. Вивчала біохімію в Бірмінгемському університеті, а вже у 1979 році здобула ступінь доктора філософії. Також має диплом аспіранта з питань житлового будівництва в Бірмінгемському політехнічному університеті (нині Бірмінгемський міський університет).
У 1972–86 роках працювала в Бірмінгемському університеті. Вперше вивчила взаємозв'язок подразника-реакції в привушній залозі щурів та на альфа-адренергічних рецепторах. Також працювала над процесом стимулювання агоністами включення радіоактивного фосфату в інозитолфосфоліпіди.
З 1987 по 1992 рік була менеджером житлового товариства.

### Політична кар'єра
В 1974 році приєдналася до Лейбористської партії. Була членом міської ради Бірмінгема у 1980–94 роках.
Вперше Джонс була обрана до Палати громад на загальних виборах 1992 року. У 1993—2001 роках була членом науково-технічного комітету. Під час каденції 2005–10 років була членом Комітету з питань навколишнього середовища, продовольства та сільських питань.